# Psary (Wisznia Mała)

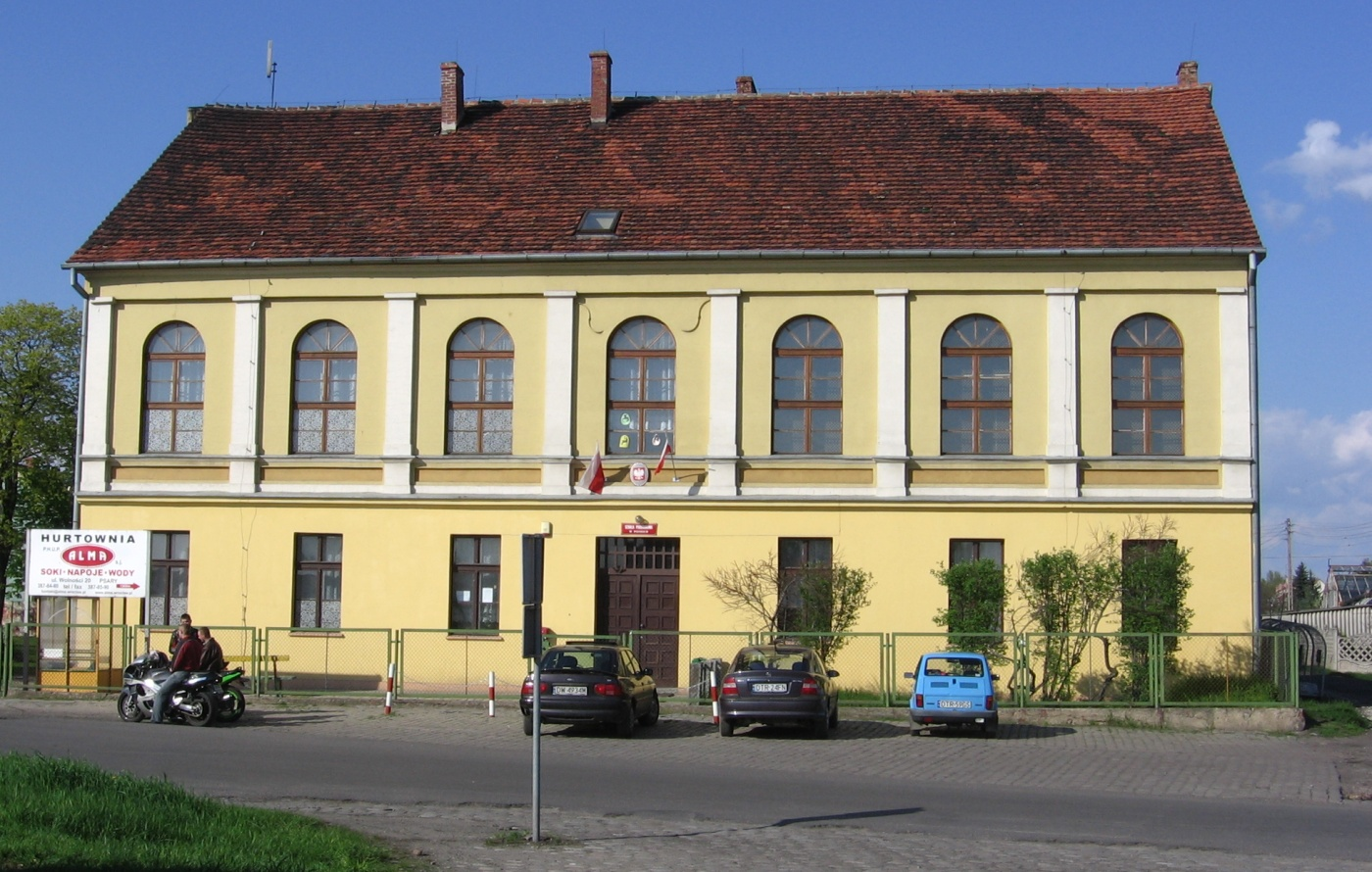
Schulgebäude

Psary (deutsch Hünern) ist ein Ort in der Landgemeinde Wisznia Mała im Powiat Trzebnicki der Woiwodschaft Niederschlesien in Polen. Es liegt zehn Kilometer nördlich von Breslau.

## Geographie
Nachbarorte sind Szymanów (Simsdorf), Ligota Piękna (Schön Ellguth) und Wisznia Mała (Wiese) im Norden, Pasikorowice (Paschkerwitz) im Nordosten, Domaszczyn (Domatschine, 1935–1945 Sachsenau) und Mirków (Mirkau) im Osten, Krzyżanowice (Kryschanowitz, 1936–1945: Weidebrück) und Psie Pole (Hundsfeld) im Süden, Pracze Odrzańskie (Herrnprotsch) im Westen und Paniowice (Pannwitz) im Nordwesten. Südlich von Psary verläuft die E67, jenseits der der Ballungsraum von Breslau beginnt.

## Geschichte
Der Ort lag an einer wichtigen Handelsstraße, die von Breslau über Trebnitz nach Norden führte. Er wurde erstmals 1350 als „Psar“ bzw. deutsch als „Hünder“ erwähnt und gehörte damals zum Herzogtum Oels. Dieses wurde bereits 1329 von Herzog Konrad I. als ein Lehen an die Krone Böhmen übergeben, die ab 1526 die Habsburger in ihrer Eigenschaft als Könige von Böhmen innehatten. Der Ortsname wird auf eine herzogliche Hundewärter-Dienstsiedlung zurückgeführt. Südlich von Hünern führte eine 1337 belegte Brücke über die Weide, die in diesem Bereich die Grenze zum Herzogtum Breslau bildete. An dieser Brücke erhoben die Oelser Herzöge einen Wegezoll, über den es zu Streitereien mit dem Breslauer Rat kam. Da der Wegezoll den Breslauer Handel schwer belastete, verbot der böhmische Landesherr, an den das Herzogtum Breslau bereits 1335 heimgefallen war, 1427 die Erhebung des Wegezolls. Nachdem die Oelser Brüder Konrad V. und Konrad VII. die Hussiten stark bekämpft hatten, belohnte sie 1434 König Sigismund mit der neuerlichen Bestätigung des einträglichen Wegezolls von Hünern und auch des unweit gelegenen Hundsfeld. 1492 bestätigte König Vladislav II., dass Balthasar von Schliben, genannt Gumprecht, von Hans von Seidlitz von Fürstenau, genannt Kapsdorf, das Gut Hünern und ein Viertel des Dorfes Simsdorf gekauft habe. Zugleich bestätigte der König dem Käufer den Salzmarkt zu Hünern.
Nach dem Ersten Schlesischen Krieg 1742 fiel Hünern zusammen mit dem größten Teil Schlesiens an Preußen. Nach den preußischen Verwaltungsreformen wurde es 1815 der Provinz Schlesien und 1817 dem Landkreis Trebnitz eingegliedert, mit dem es bis 1945 verbunden blieb. Ab 1874 gehörte Hünern zum  Amtsbezirk Hünern, der aus den Landgemeinden Groß Raake, Hünern, Klein Raake, Kryschanowitz, Langenau und Simsdorf bestand. Für das Jahr 1933 sind 735 Einwohner belegt, 1939 waren es 771.
Als Folge des Zweiten Weltkriegs fiel Hünern mit fast ganz Schlesien 1945 an Polen. Nachfolgend wurde es in Piastów umbenannt und 1985 in Psary. Die deutsche Bevölkerung wurde, soweit sie nicht vorher geflohen war, 1945/46 vertrieben. Die neu angesiedelten Bewohner waren teilweise Zwangsumgesiedelte aus Ostpolen, das an die Sowjetunion gefallen war.
1946–1998 gehörte Psary zur Woiwodschaft Breslau.

## Persönlichkeiten
- Fritz Pringsheim (1882–1967), deutscher Rechtswissenschaftler
- Alfred Kretschmer (1894–1967), deutscher General, Militärattaché in Tokyo